# 駒場 (目黑區)
駒場（日语：／ Komaba */?）是東京都目黑區的町名。現行行政地名為駒場一丁目至駒場四丁目。郵遞區號為153-0041。

## 地理
位於目黑區北端，北鄰澀谷區上原、富谷，東連澀谷區松濤、神泉、目黑區青葉台，南接目黑區大橋、世田谷區池尻，西通世田谷區代澤、北澤。
町內設有京王井之頭線駒場東大前站，主要道路有山手通、補助54號線（航研通）、淡島通。
駒場東大前站周邊與淡島通沿線周邊為商業地，町內多各種研究、教育機關，其他地區為住宅區。過去駒場東大前站北方是前田屋敷（現在的駒場公園），現在周邊仍是安靜的住宅區。
1932年（昭和7年）目黑區成立時設立駒場町，1968年實施住居表示，改名駒場，部分編入青葉台四丁目。

## 歷史
原為荏原郡上目黑村一部分，範圍包含現在的大橋大部分、青葉台一部分。
幕末，幕府計畫將位於原鷹狩場練兵場擴大到下北澤村、豐島郡代代木村等地，但遭到村民反對（「駒場野一揆」）。
明治時代以後，農業為首的各種研究、教育機關進駐，成為文教地區。目黑區稱此地為「近代農法發源地」。

### 地名由來
江戶時代設置將軍家的鷹狩場，此地因作為狩獵時栓馬的場所（駒場）而得名。

### 駒場野一揆
駒場野一揆是1867年爆發的百姓一揆。
1867年，急切打造近代軍隊的江戶幕府計畫擴大此地的練兵場。史料上沒有明確的計畫範圍，大約是現在的上原、北澤、代澤、富谷等範圍。擔心被奪走農地的村民在同年8月群起反抗，幕府因此考慮變更地點。10月大政奉還後，練兵場計畫取消，一揆結束。

## 設施
- 東京大學教養學部与综合文化研究科[5]、數理科學研究科[6]等（駒場1校區）－此地的學部、研究科等常以「駒場」作為代稱（例：東大駒場騷動），以及生产技术研究院、先端科学技术研究中学（驹场2校区）。
- 大學入試中心
- 東京都立國際高等學校
- 日本工業大學駒場中學校、高等學校
- 目黑區立駒場小學校
- 枝光會駒場幼稚園
- 駒場保育園
- 駒場公園（舊前田侯爵邸）

附近有許多以駒場命名的設施機關，如筑波大學附屬駒場中學校、高等學校（所在地：池尻）、東京都立駒場高等學校（所在地：大橋）、駒場學園高等學校（所在地：代澤）、駒場東邦中學校、高等學校（所在地：池尻）、河合塾駒場校（所在地：上原）。

## 備註
1. ↑  .   [2013-08-02]. （原始内容存档于2020-05-03）. （页面存档备份，存于）
2. ↑  目黑區役所.   [2013-08-02]. （原始内容存档于2013-07-27）. （页面存档备份，存于）
3. ↑  近代農法発祥の地、駒場　目黑區[永久]
4. ↑  駒場野一揆　目黑區[永久]
5. ↑  . www.c.u-tokyo.ac.jp.   [2023-12-08]. （原始内容存档于2024-05-01）.
6. ↑  . www.ms.u-tokyo.ac.jp.   [2023-12-08]. （原始内容存档于2024-04-05）.